# Pedro Almeida Vieira
Pedro Almeida Vieira (Coimbra, 17 de novembro de 1969) é um escritor e jornalista português, tendo publicado romances, obras de divulgação histórica e ensaios na área ambiental.

## Biografia
Nascido em Coimbra (Beira Litoral), em 17 de Novembro de 1969, possui licenciaturas em Engenharia Biofísica pela Universidade de Évora, em Economia e também em Gestão, ambas pelo Instituto Superior de Economia e Gestão (ISEG) da Universidade de Lisboa, e ainda mestrado em Gestão e Conservação de Recursos Naturais, pelo Instituto Superior de Agronomia (Universidade de Lisboa) e Universidade de Évora. Como jornalista colaborou de forma regular nos jornais Expresso e Diário de Notícias, bem como nas revistas Forum Ambiente e Grande Reportagem, além de colaborações pontuais em outros órgãos de comunicação social. Em 2003 foi-lhe atribuído o Prémio Nacional de Ambiente «Fernando Pereira», pela Confederação Portuguesa das Associações de Defesa do Ambiente, pela sua contribuição, como jornalista, para as causas ambientais.
Em 2003 publicou um livro de ensaio de temática ambiental intitulado «O Estrago da Nação». Na ficção, o seu romance de estreia, «Nove Mil Passos», foi publicado em 2004 e aborda a construção do Aqueduto das Águas Livres na região de Lisboa, consolidando-se a partir daí como um dos mais reconhecidos romancista do género histórico do início do século XXI.
Em finais de 2005, publicou o seu segundo romance, «O Profeta do Castigo Divino», que tem como foco principal a vida do jesuíta Gabriel Malagrida e a ascensão política do Marquês de Pombal, desenrolando-se a trama no período imediatamente anterior ao terramoto de Lisboa de 1755.[carece de fontes?]
Em 2006, publicou um livro de investigação sobre a floresta e os incêndios em Portugal, intitulado «Portugal: O Vermelho e o Negro».
Em 2009 regressou ao romance do género histórico, com «A Mão Esquerda de Deus» - obra finalista do Prémio Literário Casino da Póvoa -, uma reconstrução da heterodoxa vida de Alonso Perez de Saavedra, pegando numa fábula sobre o falso núncio que criou a Inquisição lusitana, durante o reinado de D. João III de Portugal. Esta origem da Inquisição portuguesa foi considerada durante séculos como verídica, tendo sido defendida mesmo por Voltaire. Regressou em 2010 com o romance «Corja Maldita», relatando a expulsão dos jesuítas de Portugal, França e Espanha, e a sua extinção por Roma em 1773, mas subvertendo o género histórico.[carece de fontes?]
Em 2011 e 2013 publicou um conjunto de crónicas em dois volumes sobre crimes em Portugal até à abolição da pena de morte, sob os títulos "Crime e Castigo no País dos Brandos Costumes" e "Crime e Castigo - O Povo não é Sereno", com ilustrações do brasileiro Enio Squeff. Em 2012 regressou à temática ambiental com a publicação do ensaio «Resíduos: Uma Oportunidade».[carece de fontes?]
Foi também o responsável pela redescoberta da obra de Guilherme Centazzi (1808-1875), médico natural de Faro, precursor do romance moderno português, com o romance «O Estudante de Coimbra». Originalmente publicado em 1840 e 1841, teve a incumbência de fazer a edição científica (fixação de texto e comentários), republicada em 2012,  e que mereceu a Menção Honrosa do Prémio Grémio Literário de Lisboa.
Publicou ainda um conjunto de crónicas sobre o Brasil colonial, compiladas na obra «Assim se pariu o Brasil», com edição portuguesa em 2015 e edição brasileira (português do Brasil) em 2016.
Em 2021 fundou o jornal Página Um, um diário digital de jornalismo de investigação de âmbito nacional português, de acesso livre, do qual é diretor executivo.

## Obras Publicadas

### Ficção
- 2004 - Nove Mil Passos
- 2005 - O Profeta do Castigo Divino
- 2009 - A Mão Esquerda de Deus
- 2010 - Corja Maldita

### Narrativas históricas
- 2011 - Crime e Castigo no País dos Brandos Costumes
- 2013 - Crime e Castigo - O Povo não é Sereno
- 2015 - Assim se Pariu o Brasil (2016, no Brasil; 2020, em Itália)

### Contos
- 2012 - Nas Trevas, o Amor (revista Egoísta)
- 2013 - Em Dublin sem Joyce (antologia Contos Capitais)
- 2016 - Traições em Noite Egípcia (revista Egoísta)

### Edição científica
- 2012 - O Estudante de Coimbra, de Guilherme Centazzi

### Ensaios de cariz ambiental
- 1994 - Os Rios, a Vida e o Homem
- 1997 - Eco-Grafia do País Real
- 2003 - O Estrago da Nação
- 2006 - Portugal: O Vermelho e o Negro
- 2012 - Resíduos: Uma Oportunidade
- 2015 - Portugal a Pedalar